# Drugi rząd Giuseppe Contego
Drugi rząd Giuseppe Contego – rząd Republiki Włoskiej, urzędujący od 5 września 2019 do 13 lutego 2021.
4 marca 2018 odbyły się we Włoszech wybory parlamentarne. W ich wyniku żaden z obozów politycznych nie uzyskał wystarczającej większości w parlamencie, by samodzielnie sformować rząd, co doprowadziło do kryzysu politycznego. Po długotrwałych negocjacjach koalicję zawarły ostatecznie określający się jako ugrupowanie antyestablishmentowe Ruch Pięciu Gwiazd (M5S) oraz prawicowa Liga Północna (LN). Powstał wówczas pierwszy rząd Giuseppe Contego, który rozpoczął urzędowanie po zaprzysiężeniu 1 czerwca 2018. W sierpniu 2019 doszło do wzmożenia sporów w między koalicjantami, doprowadziły one do złożenia przez Ligę Północną wniosku o wyrażenie wotum nieufności. 20 sierpnia premier ogłosił swoją dymisję. 29 sierpnia Giuseppe Conte otrzymał jednak od prezydenta misję utworzenia nowego rządu; doszło do tego po zawarciu porozumienia między Ruchem Pięciu Gwiazd a opozycyjną dotąd Partią Demokratyczną (PD). Zostało ono zaakceptowane na początku września przez biorących udział w głosowaniu na partyjnej platformie internetowej członków M5S.
4 września przedstawiono proponowany skład gabinetu (jeden resort przypadł członkowi lewicowej partii Artykuł 1). Następnego dnia prezydent Sergio Mattarella dokonał zaprzysiężenia członków nowego gabinetu, który rozpoczął funkcjonowanie. Sekretarzem rządu został Riccardo Fraccaro.
Kilkanaście dni później doszło do rozłamu w PD, gdy Matteo Renzi założył partię Italia Viva, do której dołączyło dwie członkinie rządu w randze ministra (Teresa Bellanova i Elena Bonetti). Nowe ugrupowanie zadeklarowało wsparcie dla gabinetu, które wycofało w styczniu 2021.
Rząd uzyskał w tym samym miesiącu wotum zaufania w obu izbach parlamentu, premier jednak ogłosił swoją dymisję. Gabinet zakończył urzędowanie 13 lutego 2021, gdy zaprzysiężony został polityczny-techniczny rząd Maria Draghiego.

## Skład rządu
| Funkcja                                                      | Imię i nazwisko                         | Partia polityczna       |
| ------------------------------------------------------------ | --------------------------------------- | ----------------------- |
| Premier                                                      | Giuseppe Conte                          | bezp. (z nominacji M5S) |
| Minister spraw zagranicznych                                 | Luigi Di Maio                           | M5S                     |
| Minister spraw wewnętrznych                                  | Luciana Lamorgese                       | bezp.                   |
| Minister sprawiedliwości                                     | Alfonso Bonafede                        | M5S                     |
| Minister obrony                                              | Lorenzo Guerini                         | PD                      |
| Minister gospodarki i finansów                               | Roberto Gualtieri                       | PD                      |
| Minister rozwoju gospodarczego                               | Stefano Patuanelli                      | M5S                     |
| Minister pracy i polityki społecznej                         | Nunzia Catalfo                          | M5S                     |
| Minister polityki rolnej, żywnościowej i leśnej              | Teresa Bellanova (do 13 stycznia 2021)  | PD                      |
| Minister środowiska                                          | Sergio Costa                            | bezp. (z nominacji M5S) |
| Minister infrastruktury i transportu                         | Paola De Micheli                        | PD                      |
| Minister edukacji, szkolnictwa wyższego i badań naukowych    | Lorenzo Fioramonti (do 30 grudnia 2019) | M5S                     |
| Minister edukacji                                            | Lucia Azzolina (od 10 stycznia 2020)    | M5S                     |
| Minister szkolnictwa wyższego i badań naukowych              | Gaetano Manfredi (od 10 stycznia 2020)  | bezp.                   |
| Minister kultury i turystyki                                 | Dario Franceschini                      | PD                      |
| Minister zdrowia                                             | Roberto Speranza                        | Artykuł 1               |
| Minister ds. kontaktów z parlamentem                         | Federico D’Incà                         | M5S                     |
| Minister ds. innowacji technologicznych i cyfryzacji         | Paola Pisano                            | M5S                     |
| Minister ds. administracji publicznej                        | Fabiana Dadone                          | M5S                     |
| Minister ds. regionalnych i autonomii                        | Francesco Boccia                        | PD                      |
| Minister ds. regionów południowych i spójności terytorialnej | Giuseppe Provenzano                     | PD                      |
| Minister ds. sportu i młodzieży                              | Vincenzo Spadafora                      | M5S                     |
| Minister ds. rodziny i równych szans                         | Elena Bonetti (do 13 stycznia 2021)     | PD                      |
| Minister ds. europejskich                                    | Vincenzo Amendola                       | PD                      |